# Adolf Billman
Johan Adolf Billman, född den 25 april 1868 i Nedre Ulleruds församling, Värmlands län, död den 16 januari 1933 i Lidingö församling, Stockholms län, var en svensk jurist. 
Billman blev student vid Uppsala universitet 1886 och avlade juris utriusque kandidatexamen där 1893. Han blev extra ordinarie notarie i Svea hovrätt sistnämnda år, fiskal där 1904, assessor 1907 hovrättsråd 1910 och divisionsordförande 1927. Billman blev riddare av Nordstjärneorden 1916 och kommendör av andra klassen av samma orden 1924. Han vilar på Lidingö kyrkogård.